# Cairness House

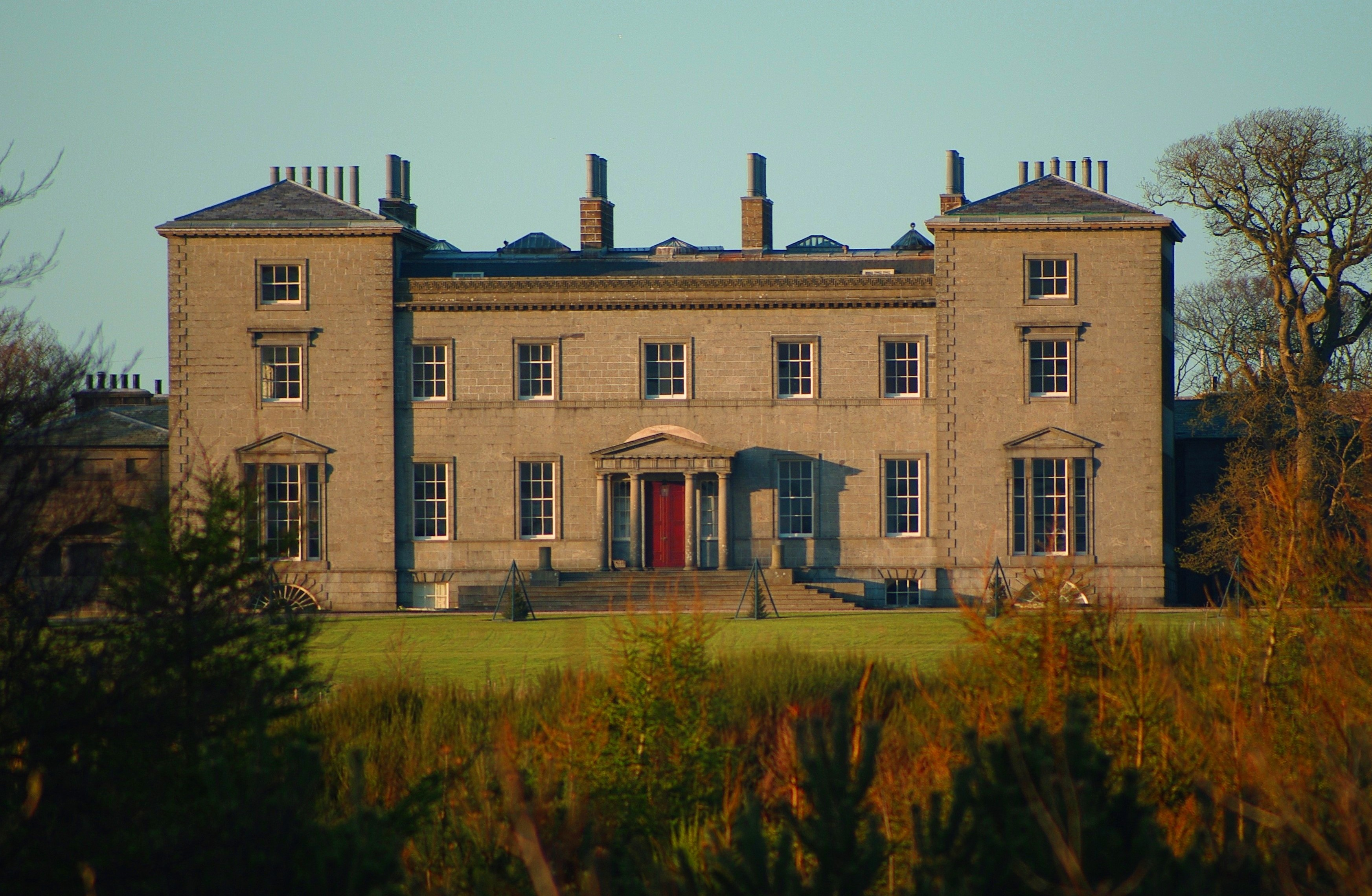
Cairness House

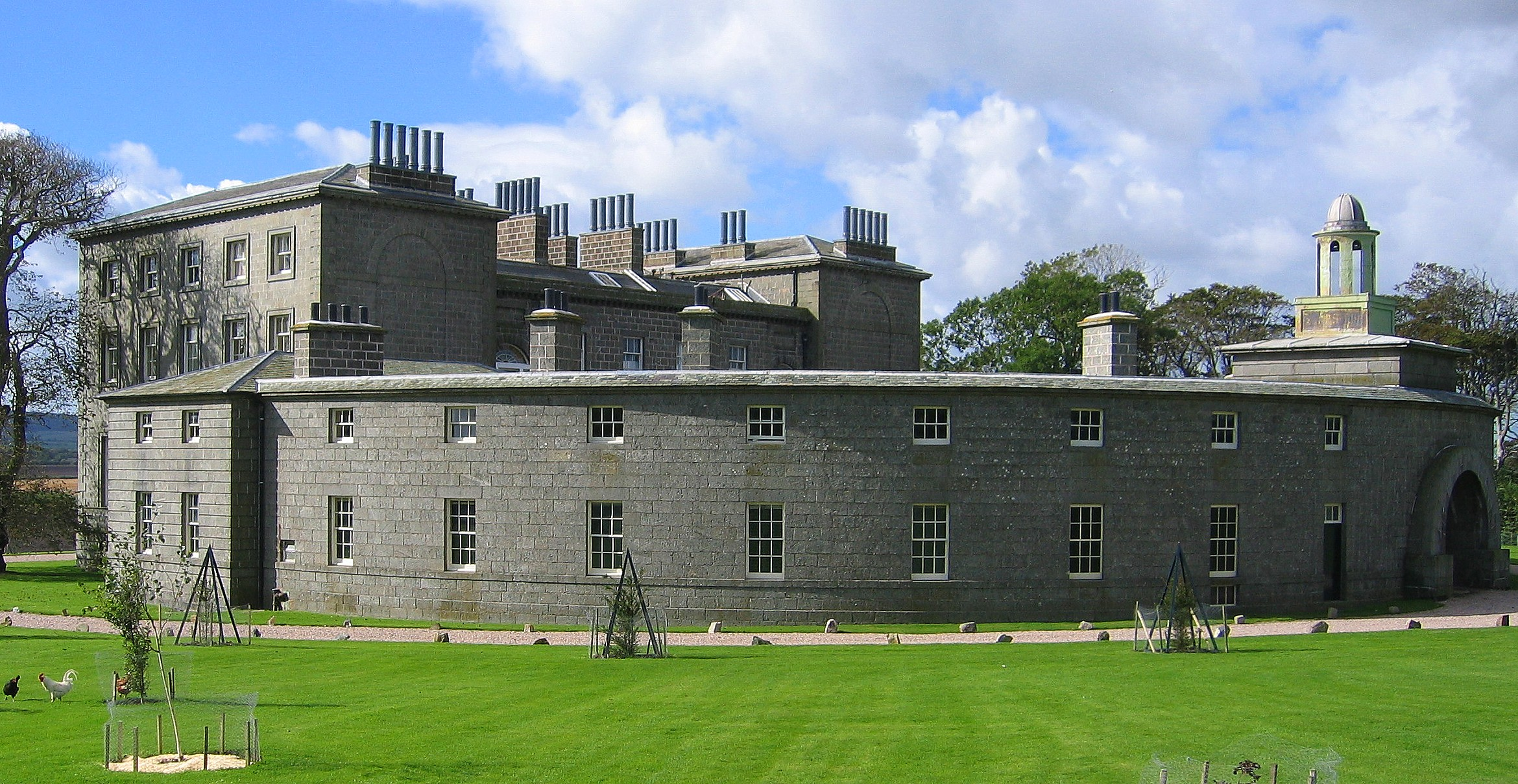
Rückansicht

Cairness House ist ein Herrenhaus nahe der schottischen Ortschaft St Combs in der Council Area Aberdeenshire. 1971 wurde das Bauwerk in die schottischen Denkmallisten in der höchsten Denkmalkategorie A aufgenommen. Des Weiteren sind die South Lodge mit der Torzufahrt separat als Kategorie-A-Bauwerk klassifiziert. Die zugehörigen Gärten sind außerdem als Kategorie-C-Bauwerk geschützt. Die einzelnen Bauwerke sind zudem zu einem Denkmalensemble der Kategorie A zusammengefasst. Das Gesamtanwesen ist im schottischen Register für Landschaftsgärten verzeichnet. In zwei von sieben Kategorien wurde das höchste Prädikat „herausragend“ verliehen.

## Geschichte
Spätestens seit dem 16. Jahrhundert ist das Anwesen Cairness bekannt. Auf Roys Militärkartenwerk aus der Mitte des 18. Jahrhunderts ist am Standort ein kleines Haus verzeichnet. Charles Gordon of Buthlaw, dessen Familie wohlhabend und im Handel mit Jamaika aktiv war, erbte das Anwesen 1775 von seinem Onkel. Zwei Jahre später wurde mit der Entwicklung der Parkanlagen begonnen. Nachdem Gordon 1781 eine Zuckerrohrplantage auf Jamaika erworben hatte, gab er die Planung von Cairness House in Auftrag. Hiermit betraute er den schottischen Architekten Robert Burn. In derselben Bauphase wurden auch der Gutshof und die Gärten eingerichtet. Infolge seines wirtschaftlichen Erfolgs gab Gordon bereits 1784 Pläne für ein größeres Herrenhaus in Auftrag, die jedoch nicht ausgeführt wurden. Stattdessen beauftragte er 1789 James Playfair mit der Erweiterung von Cairness House. Zwischen 1791 und 1797 wurde das Haus nach Playfairs Vorgaben überarbeitet und erweitert. Heute zählt es zu seinen bedeutendsten Arbeiten. Im selben Zeitraum wurde der Landschaftsarchitekt Thomas White mit der Entwicklung der Parkanlagen betraut.
Das Anwesen wurde innerhalb der Familie vererbt und weiterentwickelt. Die South Lodge mit der Torzufahrt, welche William Playfair bereits geplant hatte, wurde 1891 ausgeführt. Zwischen den Weltkriegen wurde das Anwesen veräußert und fiel schließlich an das War Office. Einem Sturm am 31. Januar 1953 fielen zahlreiche Bäume und Parkbauten zum Opfer. Seit spätestens 1996 sind Arbeiten nach den originalen Plänen in Gange, welche den ursprünglichen Zustand wiederherstellen sollen. Gegen Ende des Jahrhunderts wechselte das Anwesen den Eigentümer. Anschließend wurde es restauriert. 2009 wurde der Preis für das bestrestaurierte georgianische Landhaus Großbritanniens verliehen.

## Beschreibung

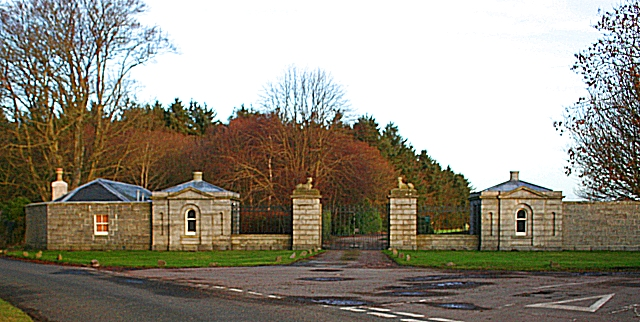
South Lodge mit Torzufahrt

Cairness Haus steht isoliert rund 2,5 km südwestlich des Küstenortes St Combs und sechs Kilometer südöstlich des Zentrums von Fraserburgh. Sein Mauerwerk gesteht aus Granitquadern. Die südexponierte Hauptfassade des zweistöckigen, georgianisch ausgestalteten Herrenhauses ist sieben Achsen weit. Mittig springt ein dorischer Portikus mit Dreiecksgiebel hervor. Die Eckrisalite sind etwas höher ausgeführt und schließen mit Walmdächern. Rückwärtig setzt sich das Gebäude mit einem halbrunden Wirtschafts- und Arbeitsflügel fort.
Das Tor besteht aus zwei rustizierten Pfeilern mit aufsitzenden Sphinxen. Die Pfeiler tragen das zweiflüglige Eisentor. Zu beiden Seiten sind niedrige Mauern mit ornamentierten Eisengeländern fortgeführt, welche die Pfeiler mit den Lodges verbinden. Die klassizistisch ausgestalteten, einstöckigen Gebäude weisen quadratische Grundrisse auf. Sie schließen mit Pyramidendächern.